# Asedio de Jartum
El Asedio de Jartum fue un episodio bélico que se encuadra dentro de la colonización de Sudán por las tropas británicas, también conocida como la Guerra mahdista. Esta batalla duró desde el 13 de marzo de 1884 al 26 de enero de 1885. La batalla tuvo lugar en los alrededores y el interior de la ciudad de Jartum, actual capital de Sudán y se libró entre fuerzas egipcias capitaneadas por el general Charles George Gordon y un ejército mahdista de 50.000 sudaneses liderados por el Mahdi Muhammad Ahmad. Jartum fue asediada por los mahdistas mientras una guarnición de unos 7.000 hombres entre egipcios y milicias locales que permanecían leales la defendían. Tras 10 meses de combate, las fuerzas sudanesas penetraron en la ciudad  y aniquilaron a toda la guarnición.
La ciudad en aquellos tiempos tenía 50.000 habitantes, de ellos, unos 30.000 esclavos.

## El nombramiento del General Gordon

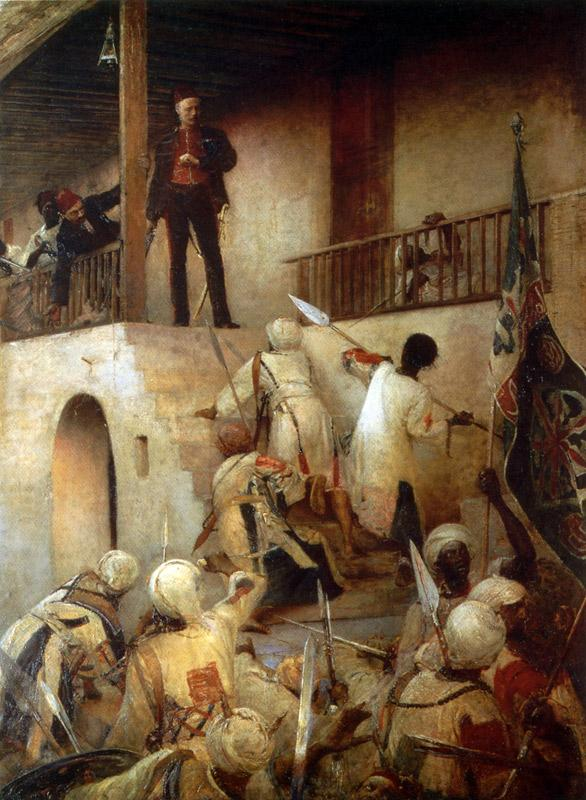
La última resistencia del general Gordon.

Desde la guerra Anglo-Egipcia de 1882, la presencia militar británica en Egipto había asegurado un protectorado de facto sobre ese territorio. Sin embargo, la administración del Sudán era considerada un asunto de política interna del protectorado, por lo que se dejó a la administración del Jedive su resolución. De esa manera, la supresión de la rebelión mahdista fue dirigida por el ejército egipcio nativo, que no tardó en sufrir una aplastante derrota a manos de las fuerzas mahdistas en El Obeid, en noviembre de 1883. Gracias a ella, las fuerzas de El Mahdi pudieron capturar una importante cantidad de armas y equipamiento (incluidos 5 pequeños cañones de montaña y 14.000 fusiles Remington) y ocupar buena parte de Sudán, incluyendo las regiones de Darfur y Kordofán.
Estos hechos llamaron la atención del gobierno británico y de la opinión pública. Sin embargo, el primer ministro, William Gladstone, junto con su secretario de guerra, Lord Hartington, no querían verse envueltos en una guerra en Sudán. Por ello, la representación británica en Egipto, encabezada por Evelyn Baring, se ocupó de convencer al gobierno egipcio de que evacuara todas las guarniciones de Sudán.
El General Gordon, que ya había dirigido la gobernación general de Sudán, fue el encargado de llevar a cabo esa retirada en 1876. El general Gordon era ya un personaje muy popular en la Inglaterra de la época, y sus ideas sobre Sudán eran radicalmente diferentes a las de Gladstone. Él creía que era necesario combatir la rebelión del Mahdi, o que una vez hubiera tomado el control de Sudán se dirigiría hacia Egipto. Este temor se fundaba en la aspiración del Mahdi de dominar todo el mundo islámico y en la debilidad del ejército egipcio. Las continuas derrotas de este a manos de los rebeldes no hacían sino reforzar este temor. Gordon instigó una política agresiva contra el Mahdi en Sudán y sus políticas fueron secundadas por otros reconocidos imperialistas dentro del Reino Unido, entre los que se puede citar a Samuel Baker o a Garnet Wolseley. Sus opiniones llegaron a publicarse en el Times, en enero de 1884. A pesar de todo ello, Gordon prometió cumplir con la orden, y recibió un crédito de 100.000 libras. Así mismo, las autoridades británicas y egipcias le garantizaron "todo el apoyo y cooperación posibles".
Cuando Gordon llegó a El Cairo, conoció a Al-Zubayr Rahma Mansur, un antiguo comerciante de esclavos que había dirigido una provincia semiindependiente en el sur de Sudán. Gordon había sido una figura crucial en la pérdida de influencia de Al-Zubayr, por lo que no le era afín en un principio. Sin embargo, Gordon se dio cuenta de que él era el único hombre con suficiente carisma y energía como para oponerse al Mahdi, por lo que llegó a un acuerdo con él.
En su camino hacia Jartum con su asistente, el coronel Stewart, Gordon se detuvo en Berber para asistir a una reunión de jefes locales. Desgraciadamente, en esa reunión cometió un error crucial, pues reveló que el gobierno egipcio pretendía retirarse de Sudán. Los jefes de la zona se alarmaron ante esas noticias y su lealtad disminuyó.